# Diabulus in Musica (banda española)
Diabulus in Música (escrito también Diabvlvs in Mvsica o DIM) es una banda de metal sinfónico originaria de España.

## Historia

### Inicios
La banda se formó en 2006, con Zuberoa Aznárez, Gorka Elso, Adrián Vallejo y Jorge Arca, siendo estos cuatro jóvenes músicos provenientes de otra banda española, Dragon Lord, más tarde completan la banda con Santi Fernández (batería, Fulano Pamplona Band) y en 2009 lo sustituye Xabier Jareño y entra también Álex Sanz. 

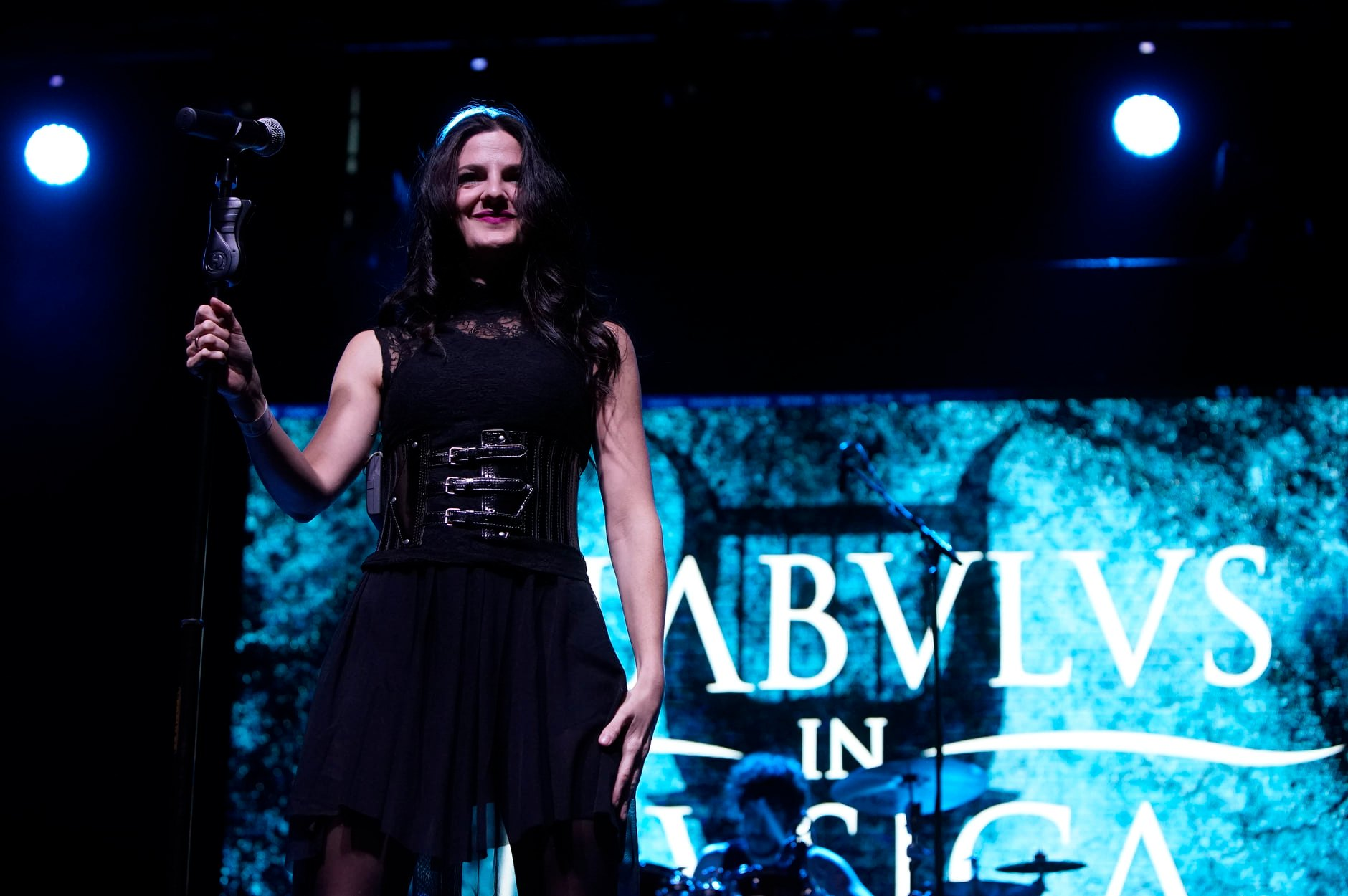
Zuberoa Aznárez en el FHLIM 2022, Zamora

Durante un tiempo DIM, grabó varios temas de manera independiente, con los cuales fueron ganando algunos concursos y cierta fama en Pamplona.
En 2009, lanzan un pequeño demo con algunas de las mejores canciones que hasta ahora habían compuesto, se tituló Secrets EP, y salió de manera independiente.

### Secrets
Estas canciones, junto con el nombre del demo pasaron a formar parte, con canciones más elaboradas, del álbum debut de la banda Secrets, el cual salió a la venta el 21 de mayo de 2010 bajo el sello de Metal Blade Records. El disco fue mezclado por Ad Sluijter y masterizado por Sascha Paeth y contó con la colaboración altruista de músicos miembros de la Orquesta Filarmónica de Londres, Orquesta Sinfónica de RTVE, Coro Nacional de España y Ensemble Nova Lux para la sección orquestal y coral. Su estilo se enmarca dentro del metal sinfónico, con influencias similares a las bandas Kamelot y Epica y sus canciones están compuestas por letras en inglés, euskera, latín y español.

### The Wanderer
Después de año y medio desde la publicación de su álbum debut, el 29 de febrero de 2012 se lanzó su segundo álbum llamado The Wanderer, bajo el sello Napalm Records y cuenta con colaboraciones del guitarrista/cantante Mark Jansen de Epica, la cantante navarra Maite Itoiz y del guitarrista estadounidense John Kelly. Inicialmente fue distribuido por España, Finlandia y Suecia, para luego ser distribuido por el resto de Europa y el mundo.
Durante la 9.ª edición del Metal Female Voices Fest la banda publicó su primer videoclip “Sceneries of Hope” que fue incluido en el DVD Oficial del festival y recibieron el Premio al Mejor Video en el X aniversario del MFVF donde tocaron por tercera vez consecutiva.
A finales del mismo año, Adrián Vallejo, Xabier Jareño y Álex Sanz dejan la banda, que fueron reemplazados por Alexey Kolygin, David Carrica y Odei Ochoa respectivamente.

### Argia
Para el 2013, la nueva alineación comenzó a trabajar en su tercer álbum de estudio, titulado Argia, cuyo significado en euskera es "Luz". El disco fue lanzado bajo el sello discográfico Napalm Records el 14 de abril de 2014 para Europa y el día siguiente para América. En este álbum se pueden encontrar colaboraciones de otros cantantes de metal como Ailyn de Sirenia y Thomas Vikström de Therion.

### Dirge for the Archons
El 18 de noviembre de 2016 publican Dirge for the Archons nuevamente bajo el sello discográfico Napalm Records. Fue mezclado y masterizado por Jacob Hansen. Su edición digipack contiene dos canciones en vivo pertenecientes a su primer álbum Secrets tituladas Lies in your Eyes y St. Michael's Nightmare. Fueron registradas el 14 de noviembre de 2015 en el Palacio de Congresos y Auditorio de Navarra en un concierto junto con la orquesta del Conservatorio Superior de Música de Navarra y la Coral de Cámara de Navarra dirigidos todos ellos por el maestro J. Vicent Egea (director de La Pamplonesa).

### Euphonic Entropy
El 14 de febrero de 2020 publican Euphonic Entropy nuevamente bajo el sello discográfico Napalm Records. Fue mezclado y masterizado por Jacob Hansen.

## Miembros

### Actuales
- Zuberoa Aznárez - Voz (2006–presente)
- Gorka Elso - Teclado/Guturales (2006-presente)
- Ion Feligreras - Batería (2021-presente)
- David Erro - Bajo (2021-presente)
- Aimar Metal - Guitarras (2022-presente)

### Pasados
- Jorge Arca - Bajo (2006-2008)
- Santiago Fernández - Batería (2007-2009)
- Adrián M. Vallejo - Guitarras/Guturales (2006-2012)
- Xabier Jareño - Batería (2009-2012)
- Alejandro "Alex" Sanz - Bajo (2010-2012)
- Odei Ochoa - Bajo (2013-2016)
- David Carrica - Batería (2013-2021)
- Alexey Kolygin - Guitarras (2013-2022)

## Miembros del coro
| Álbum                 | Soprano                                         | Alto                             | Tenor                           | Barítono                                    |
| --------------------- | ----------------------------------------------- | -------------------------------- | ------------------------------- | ------------------------------------------- |
| Secrets               | Mónica Aznárez - Osane Leitza                   | Beatriz Aguirre                  | Ariel Hernández                 | Pablo Azpeitia (bajo)                       |
| The Wanderer          | Zuberoa Aznárez - Maite Itoiz                   | Mónica Aznárez - Beatriz Aguirre | Alejandro Aranda                | José Antonio Hoyos                          |
| Argia                 | Zuberoa Aznárez - Isabel Señas                  | Mónica Aznárez - Raquel Álvarez  | Alejandro Aranda                | José Antonio Hoyos                          |
| Dirge for the Archons | Isabel Señas - Gloriana Casero - Nekane Piñuela | Zuberoa Aznárez - Mónica Aznárez | Alejandro Aranda - Pedro Latasa | José Antonio Hoyos - Gabriel Ferrera (bajo) |

## Músicos invitados
- Maite Itoiz - Soprano dúo en The Forest of Ashes (Secrets) y Oihuka Bihotzetik (The Wanderer)
- Maite Itoiz - Laúd en Allegory of Faith, Innocence and Future (The Wanderer)
- Iván Marauri - Voz gutural en Beyond Infinity (Secrets)
- Sergio Ramírez - Violín (en Secrets)
- Laura Vallejo - Viola (en Secrets)
- Nestor Salaberría - Violonchelo (en Secrets)
- Mark Jansen - Voz gutural en Blazing a Trail (The Wanderer)
- John Kelly - Dúo en Sentenced to Life (The Wanderer)
- Thomas Vikström - Dúo en Encounter at Chronos' Maze (Argia)
- Ailyn - Dúo en Furia de Libertad" (Argia)
- Ad Sluijter (Epica) - Guitarra en Furia de Libertad (Argia)
- Omar Pizarro - Dúo en Hiding from you (Dirge for the Archons)
- Alicia Griffiths - Arpa en A Speck in the Universe (Dirge for the Archons)
- Jor Gito - Guitarra acústica en Bane (Dirge for the Archons)

## Discografía

### Álbumes de estudio
- Secrets - 2010 (Metal Blade Records)
- The Wanderer - 2012 (Napalm Records)
- Argia - 2014 (Napalm Records)
- Dirge for the Archons - 2016 (Napalm Records)
- Euphonic Entropy - 2020 (Napalm Records)

### EP
- Secrets - 2009

### Sencillos
- Sceneries of Hope - 2012
- Beldurraren Usaina  - 2012
- Inner Force - 2014
- Spoilt Vampire - 2015
- Earthly Illusions - 2016
- Crimson Gale - 2016
- Otoi - 2019
- The Misfit's Swing - 2020
- One Step Higher - 2020

### Proyectos
- Música para "Itzalen Sua - El Fuego de las sombras" (DVD) - 2012